# Tanacetipathes spinescens
Tanacetipathes spinescens is een Antipathariasoort uit de familie van de Myriopathidae. De wetenschappelijke naam van de soort is voor het eerst geldig gepubliceerd in 1857 door Gray.